# فرنسيسكو تشافيز
فرنسيسكو تشافيز هو محامي وسياسي فلبيني، ولد في 6 فبراير 1947 في ساغي في الفلبين، وتوفي في 11 سبتمبر 2013 بسبب لمفوما. نشط حزبياً في Aksyon Demokratiko ‏.